# Menippo di Pergamo

Il mondo disegnato da Ecateo di Mileto e, sostanzialmente, descritto da Menippo

Menippo di Pergamo (in greco antico: Μένιππος?, Ménippos; in latino Menippus; Pergamo, seconda metà del I secolo a.C. – inizio I secolo d.C.) è stato un geografo greco antico.

## Biografo
Di Menippo, nato a Pergamo, non abbiamo altre notizie se non un riferimento che lo situa in età augustea: l'epigrammista augusteo Crinagora, infatti, in un epigramma si indirizza a lui chiedendogli un aiuto geografico per un periplo sulle isole Cicladi e su Corcira. Crinagora fa, altresì, riferimento non solo alla sua attività di geografo, ma anche ad un'attività di storico. Probabilmente, dunque, Menippo ebbe una formazione simile a quella del contemporaneo Strabone.

## Periplo
L'opera di Menippo, il Periplo, ci è giunta in frammenti, tramandati secondo due canali della tradizione: il primo e più consistente è un estratto di quattro pagine e mezzo da una epitome tardoantica composta da Marciano di Eraclea che, peraltro, ci dà notizie sull'opera nel complesso, mentre frammenti minori sono riportati da Stefano di Bisanzio.

Proprio l'epitome di Marciano afferma che Menippo aveva diviso il Periplo in tre libri, corrispondenti alle tre parti del mondo abitato: Asia, Europa e Libia. Partendo dall'Ellesponto, Menippo si soffermava a descrivere, tra il primo e il secondo libro, la Propontide, il Bosforo Tracio e il Ponto Eusino, iniziando il periplo con il santuario di Zeus Urio, situato all'imbocco del Mar Nero. Dopo tale descrizione, il geografo pergameno descriveva l'Europa fino alle colonne d'Ercole ed all'isola di Gadeira. Nel terzo libro, infine, dallo stesso stretto di Gibilterra, Menippo descriveva l'Africa settentrionale ("Libia" lato sensu, come per il resto degli antichi) fino all'Ellesponto, con una composizione a circolo.